# Kraftwerk Bertonico-Turano Lodigiano
Das Kraftwerk Bertonico-Turano Lodigiano (italienisch Centrale termoelettrica di Bertonico-Turano Lodigiano) ist ein GuD-Kraftwerk in den Gemeinden Bertonico und Turano Lodigiano, Provinz Lodi, Region Lombardei, Italien.
Das Kraftwerk ist im Besitz von Sorgenia und wird auch von Sorgenia betrieben. Sorgenia gibt für die installierte Leistung des Kraftwerks 800 (bzw. Netto 805,4 und Brutto 819,2) MW an: sonstige Quellen geben 800 (bzw. 822,4) MW an.
Mit dem Bau des Kraftwerks wurde im Februar 2009 begonnen; es nahm den kommerziellen Betrieb am 14. Februar 2011 auf. Die offizielle Einweihung erfolgte am 29. Mai 2012.

## Kraftwerksblöcke
Das Kraftwerk besteht mit Stand September 2023 aus einem Block, der in Betrieb ist. Die folgende Tabelle gibt einen Überblick:
| Block | GT/DT | Max. Leistung (MW) | Betriebsbeginn   | Turbine | Generator | Dampfkessel | Status |
| ----- | ----- | ------------------ | ---------------- | ------- | --------- | ----------- | ------ |
| 1     | GT    | 265                | 14. Februar 2011 | Ansaldo | Ansaldo   | Ansaldo     |        |
| 1     | GT    | 265                | 14. Februar 2011 | Ansaldo | Ansaldo   | Ansaldo     |        |
| 1     | DT    | 270                | 14. Februar 2011 | Ansaldo | Ansaldo   |             |        |

Der Block besteht aus zwei Gasturbinen sowie einer nachgeschalteten Dampfturbine. An die Gasturbinen ist jeweils ein Abhitzedampferzeuger angeschlossen; die Abhitzedampferzeuger versorgen dann die Dampfturbine. Die beiden Gasturbinen vom Typ V94.3A und die Dampfturbine vom Typ RT30 wurden von Ansaldo geliefert.
Die Leistung der beiden Gasturbinen wird mit jeweils 265 (bzw. 277,2) und die Leistung der Dampfturbine mit 264,8 (bzw. 268 oder 270) MW angegeben. Die drei Generatoren leisten jeweils maximal 330 MVA; ihre Nennspannung beträgt 18 kV.
In den Jahren 2019 und 2020 wurden 2,114 (bzw. 1,412) Mrd. kWh erzeugt; die durchschnittliche Leistungsabgabe lag im Jahr 2020 bei 370 MW.

## Sonstiges
Die Kosten für die Errichtung des Kraftwerks werden mit ca. 450 Mio. EUR angegeben. Das Kraftwerk verwendet luftgekühlte Kondensatoren mit Trockenkühlung (Dry Cooling Air Cooled Condenser). Der erzeugte Strom wird über eine 380-kV-Leitung abgeführt. Beim Kraftwerk wurde 2021 eine Photovoltaikanlage mit einer Leistung von knapp einem MW errichtet.